# Yves Vanderhaeghe
Yves Vanderhaeghe (Roeselare, 30 januari 1970) is een Belgische voetbalcoach en voormalig voetballer. Hij werd hoofdtrainer bij onder meer KAA Gent, KV Kortrijk en KV Oostende.
Als speler was de verdedigende middenvelder actief bij de Belgische clubs FC Roeselare, Cercle Brugge, Excelsior Mouscron, Eendracht Aalst en RSC Anderlecht, waarmee hij driemaal landskampioen werd. Vanderhaeghe speelde 48 interlands voor de Rode Duivels, met wie hij deelnam aan Euro 2000 en het WK 2002.

## Carrière als speler

### Beginjaren
Yves Vanderhaeghe werd geboren in Roeselare en sloot zich op jonge leeftijd aan bij het bescheiden FC Roeselare. In 1986, het jaar dat de club naar de Vierde Klasse promoveerde, werd hij uitgeleend aan het Cercle Brugge van trainer Georges Leekens. De jonge middenvelder kwam bij de eersteklasser aanvankelijk niet aan spelen toe. Pas in het seizoen 1987/88 kreeg hij onder trainer Roland Rotty zijn eerste speelkans. Op 7 november 1987 maakte hij tegen Standard Luik zijn officieel debuut voor Cercle. In 1988 studeerde hij af in de richting wetenschappen aan het Koninklijk Atheneum in Roeselare. Later behaalde hij ook een diploma lichamelijke opvoeding aan het Hoger Pedagogisch Instituut in Brugge.
Vanderhaeghe, die na twee jaar Cercle Brugge terug naar FC Roeselare keerde, leek echter voor het topvoetbal verloren toen men in de zomer van 1988 een hersenvliesontsteking bij hem vaststelde. Eerst kreeg hij evenwichts- en gezichtsstoornissen, later verloor hij ook het vermogen om te lezen of schrijven. Vanderhaeghe verbleef vijf maanden in het ziekenhuis om zijn ernstige hersenvliesontsteking te behandelen. Hij belandde in een coma en was zelfs even klinisch dood. Dat laatste werd door de stadionomroeper van FC Roeselare verkeerd geïnterpreteerd, waardoor hij in het Rodenbachstadion omriep dat de 18-jarige middenvelder was overleden. Een dag later verscheen ook een overlijdensbericht in de krant Het Volk. Uiteindelijk bleek het toedienen van grote dosissen cortisone zijn redding.
In januari 1989 kon Vanderhaeghe opnieuw voetballen. Vanaf dan groeide hij uit tot een van de sterkhouders bij Roeselare, dat inmiddels in de Derde Klasse speelde. In 1990 degradeerde de club, maar een jaar later keerden Vanderhaeghe en zijn ploegmaats meteen terug naar de derde afdeling. Daar werd hij in 1992 ontdekt door tweedeklasser Excelsior Moeskroen. Vanderhaeghe groeide onder trainer André Van Maldeghem uit tot de spelbepaler van het elftal. In het seizoen 1993/94 was hij met acht doelpunten een van de uitblinkers bij Moeskroen. De club werd vicekampioen in de Tweede Klasse en greep in de eindronde net naast de promotie naar de hoogste afdeling. Eendracht Aalst, dat dankzij het winnen van de eindronde wel naar de Eerste Klasse steeg, nam Vanderhaeghe na afloop van het seizoen over van Moeskroen.

### Eendracht Aalst
In de zomer van 1994 keerde Vanderhaeghe met Eendracht Aalst terug op het hoogste niveau. In het team van trainer Jan Ceulemans werd hij een ploegmaat van onder meer Godwin Okpara, Leo Van der Elst, Edi Krnčević en Gilles De Bilde, die toen op het punt stond de Gouden Schoen te winnen. Eendracht Aalst was bezig aan een sportieve opmars en werd in het seizoen 1994/95 verrassend vierde in de competitie, net achter de drie traditionele topclubs. Daardoor mocht Vanderhaeghe een jaar later voor het eerst Europees spelen. De middenvelder nam met Aalst deel aan de UEFA Cup en schakelde in de eerste ronde het Bulgaarse Levski Sofia uit. In de volgende ronde werd Aalst zelf uitgeschakeld door de Italiaanse topclub AS Roma. In de heenwedstrijd in Rome verloor Aalst met 4-0. Het eerste tegendoelpunt was een schot dat via Vanderhaeghe in doel verdween. Het laatste doelpunt werd gescoord door de 19-jarige Francesco Totti. Het was het eerste Europese doelpunt van het latere clubicoon van Roma. De terugwedstrijd eindigde in een scoreloos gelijkspel.
Na het succes van het seizoen 1994/95 kende Eendracht Aalst een terugval. In het seizoen 1996/97 werd trainer Ceulemans vervangen door Urbain Haesaert en eindigde de club maar enkele punten boven de degradatiezone. Ook in het daaropvolgende seizoen raakte Eendracht Aalst niet weg uit het onderste deel van het klassement.

### Excelsior Moeskroen
Tijdens de winterstop van het seizoen 1997/98 maakte Vanderhaeghe de overstap naar zijn vroegere werkgever Moeskroen. De club was in 1997 naar de hoogste afdeling gepromoveerd en uitgegroeid tot de revelatie van het seizoen. Vanderhaeghe werd als verdedigende middenvelder meteen een vaste waarde onder coach Hugo Broos. Met spelers als Franky Vandendriessche, Stefaan Tanghe, Tonči Martić en de Poolse broers Michał en Marcin Żewłakow dwong Moeskroen in zowel 1999 als 2000 een plaats af in de top vijf. Vanderhaeghe viel bij de Henegouwers vooral op door zijn inzet en verdedigend werk op het middenveld. Dat leverde hem in mei 1999 een eerste selectie op voor de nationale ploeg. In 2000 werd hij verkozen tot Man van het Seizoen.

### RSC Anderlecht
Niet alleen de nationale ploeg maar ook landskampioen RSC Anderlecht en het Engelse Tottenham Hotspur toonden interesse in de laatbloeier. In de zomer van 2000 versierde Vanderhaeghe een transfer naar Anderlecht, dat 75 miljoen BEF (zo'n 1,85 miljoen euro) voor hem betaalde. Bij de Brusselse club moest hij samen met Walter Baseggio het vertrek van middenvelders Pär Zetterberg en Enzo Scifo opvangen. Onder coach Aimé Antheunis groeide Vanderhaeghe uit tot een titularis en nam hij ook voor de eerste keer in zijn carrière deel aan de Champions League. In het seizoen 2000/01 nam Anderlecht het in de eerste groepsfase van het kampioenenbal op tegen Manchester United, Dynamo Kiev en PSV. De Brusselaars werden verrassend groepswinnaar en troffen daardoor in de volgende ronde Real Madrid, Leeds en Lazio Roma. Ondanks thuiszeges tegen Real Madrid en Lazio wisten Vanderhaeghe en zijn ploegmaats zich niet te plaatsen voor de kwartfinale.
Ook in eigen land maakte RSC Anderlecht indruk. In 2001 veroverde Vanderhaeghe met paars-wit zijn eerste landstitel. Enkele maanden daarvoor werd de onvermoeibare stofzuiger van Anderlecht tweede in het referendum van de Gouden Schoen. De trofee ging uiteindelijk naar zijn ploeggenoot Jan Koller.
Ook in de daaropvolgende seizoenen bleef Vanderhaeghe een vaste waarde. Na het WK 2002 werd Antheunis bondscoach en werd Vanderhaeghe bij RSC Anderlecht opnieuw verenigd met trainer Hugo Broos. Een jaar later kreeg hij er met de terugkeer van Pär Zetterberg een nieuwe concurrent op het middenveld bij. Een zware blessure zorgde er bovendien voor dat hij een groot deel van het seizoen 2003/04 miste. Ondanks het blessureleed en het feit dat op 34-jarige leeftijd het einde van zijn spelerscarrière naderde, wist Vanderhaeghe ook in het seizoen 2004/05 een plaats in het elftal af te dwingen. Ook onder Broos' opvolger Frank Vercauteren, die in februari 2005 tot hoofdcoach gepromoveerd werd, kreeg hij regelmatig speelkansen.
In 2006 trok RSC Anderlecht met Lucas Biglia een nieuwe controlerende middenvelder aan. De komst van de Argentijnse middenvelder leek het einde van de 36-jarige Vanderhaeghe bij paars-wit te betekenen, maar toch bleef hij de club trouw. Omdat Vanderhaeghe Spaans sprak met Biglia bouwde hij een band op met de Argentijn en zorgde hij ervoor dat het jonge talent zich sneller kon integreren in het team van trainer Vercauteren.

### Roeselare
Tijdens de winterstop van het seizoen 2006/07 nam Vanderhaeghe alsnog afscheid van Anderlecht. Hij ging aan de slag bij KSV Roeselare, de club die was ontstaan uit de fusie van SK Roeselare en zijn ex-club FC Roeselare. Zijn terugkeer was echter geen groot succes. In zijn vierde duel voor de West-Vlamingen raakte hij opnieuw geblesseerd aan de knie. In het daaropvolgende seizoen kwam hij onder trainer Dirk Geeraerd nog amper aan spelen toe. Sportief directeur Wim De Coninck bood hem zowel de functie van assistent-trainer als beloftencoach aan, maar door zijn slechte relatie met Geeraerd weigerde hij op die aanbiedingen in te gaan. Na het seizoen 2007/08 zette de 38-jarige middenvelder een punt achter zijn loopbaan als voetballer.

## Nationale ploeg
Na afloop van het seizoen 1998/99 werd Vanderhaeghe door bondscoach Georges Leekens geselecteerd voor de Kirin Cup. Op 30 mei 1999 maakte hij tegen Peru zijn officieel debuut voor de Rode Duivels. Enkele maanden later werd Leekens opgevolgd door Robert Waseige. Ook onder de nieuwe bondscoach was Vanderhaeghe een vaste waarde als verdedigende middenvelder. Een jaar na zijn debuut mocht hij ook deelnemen aan Euro 2000. Op het EK, dat door België en Nederland georganiseerd werd, startte Vanderhaeghe elke wedstrijd in de basis. De Duivels werden echter al in de eerste ronde uitgeschakeld.
Twee jaar later selecteerde Waseige de middenvelder van Anderlecht ook voor het WK in Japan en Zuid-Korea. Opnieuw startte hij elke wedstrijd in de basis. Vanderhaeghe bereikte met België de 1/8 finale en nam het daarin op tegen latere wereldkampioen Brazilië, dat over wereldtoppers als Ronaldo, Ronaldinho en Rivaldo beschikte. De Duivels verloren met 2-0.
Op 12 oktober 2005 speelde de 35-jarige Vanderhaeghe, die zich met de Rode Duivels niet wist te plaatsen voor het EK 2004, zijn laatste interland voor België. Hij kwam in totaal 48 keer in actie voor de nationale ploeg. Als Rode Duivel was hij goed voor twee doelpunten. Op 28 februari 2001 won België met 10-1 van San Marino. Vanderhaeghe opende de monsterscore met een gekruist schot en zorgde net na de rust met een schuiver in de korte hoek voor de 4-0.

## Carrière als trainer

### KV Kortrijk (I)

#### Assistent-trainer
In 2008 werd Vanderhaeghe bij KV Kortrijk de assistent van trainer Hein Vanhaezebrouck. Een jaar later nam Georges Leekens de sportieve leiding over en wist Kortrijk zich te plaatsen voor play-off I. Na Leekens' overstap naar de nationale ploeg in 2010 keerde Vanhaezebrouck terug als hoofdcoach. Onder leiding van het duo Vanhaezebrouck-Vanderhaeghe wist Kortrijk zich ook in 2012 opnieuw te kwalificeren voor play-off I. Dat jaar bereikte Kortrijk ook de bekerfinale.

#### Hoofdtrainer
In de zomer van 2014 vertrok Vanhaezebrouck naar KAA Gent en ging het bestuur van Kortrijk op zoek naar een nieuwe coach. Vanderhaeghe werd in die periode door zijn oud-ploeggenoot Besnik Hasi, die op dat moment trainer van Anderlecht was, benaderd om zijn assistent te worden. Hij had echter al een akkoord bereikt met Kortrijk en volgde dus Vanhaezebrouck op als hoofdcoach van de West-Vlamingen. Als hulptrainer nam hij de Bosniër Adnan Čustović in dienst.

### KV Oostende (I)
Op 11 mei 2015 raakte bekend dat Vanderhaeghe de overstap zou maken van KV Kortrijk naar KV Oostende. Bij Oostende volgde hij Frederic Vanderbiest op. In het seizoen 2016/17 bereikte hij met Oostende de bekerfinale, play-off I en veroverde hij een Europees ticket. Op 19 september 2017 werd hij na een slechte seizoensstart ontslagen als hoofdtrainer.

### KAA Gent
Vanderhaeghe werd op 4 oktober 2017 voorgesteld als nieuwe coach van KAA Gent waar hij Hein Vanhaezebrouck opvolgde. Zijn eerste wedstrijd tegen Waasland-Beveren werd met 2–0 gewonnen en was de eerste thuiszege van het seizoen van KAA Gent. Vanderhaeghe slaagde erin op de ploeg op de rails te krijgen en beëindigde de reguliere competitie op een vierde plaats, na Club Brugge, Anderlecht en Charleroi. De play-off waren een wisselend succes. KAA Gent begon met een 6 op 6 tegen Club Brugge en Anderlecht. In de volgende 7 wedstrijden haalde de ploeg slechts 1 op 21 waardoor de druk op Vanderhaeghe steeg. De laatste twee speeldagen behaalde Vanderhaeghe met KAA Gent opnieuw een 6 op 6 tegen Anderlecht en Club Brugge en redde zo zijn vel. Doordat bekerwinnaar Standard op de tweede plaats was geëindigd, gaf de vierde plaats recht op de derde voorronde van de Europa League.
Het seizoen 2018/19 begon voor Vanderhaeghe met de voorrondes van de Europa League. Na eerst winst tegen Jagiellonia Białystok werd KAA Gent uitgeschakeld door Girondins de Bordeaux in de play offs van de Europa League. In de competitie begon KAA Gent met een nederlaag tegen Standard. Vervolgens behaalde Vanderhaeghe een 13 op 15. Na een thuisnederlaag tegen Sint Truiden en Club Brugge, een gelijkspel op Antwerp en een moeizame kwalificatie in de beker van België tegen Virton, betekende de 1–5 thuisnederlaag tegen Racing Genk het einde van Vanderhaeghe bij KAA Gent. Op 8 oktober 2018 werd hij door het bestuur bedankt voor bewezen diensten.

### KV Kortrijk (II)
Op 15 november 2018 tekende Vanderhaeghe een contract als hoofdtrainer tot 2021 bij KV Kortrijk. Hij volgde Glen De Boeck op die dezelfde dag werd ontslagen. Yves was eerder al zes seizoenen (2008-2014) actief als assistent-trainer bij KV Kortrijk en na zijn promotie tot hoofdtrainer behaalde hij onmiddellijk Play Off 1 tijdens het seizoen 2014-2015.
Tijdens zijn tweede trainersperiode haalde KV Kortrijk een 8e en een 11e plaats. Op 31 januari 2021 werd bekendgemaakt dat Yves Vanderhaeghe ontslagen werd na teleurstellende resultaten. Eerder het seizoen raakte bekend dat het contract van de trainer niet verlengd zou worden na dit seizoen. Luka Elsner werd dezelfde dag nog aangesteld als zijn opvolger.

### Cercle Brugge
Drie dagen na zijn ontslag bij Kortrijk werd Vanderhaeghe op 3 februari 2021 door Cercle Brugge aangesteld als nieuwe hoofdtrainer. Hij volgde er Paul Clement op die er eerder ontslagen werd wegens teleurstellende resultaten. Yves had als doel Cercle Brugge in de Jupiler Pro League te houden en kreeg hiervoor een contract van onbepaalde duur. Hij bracht als assistent Thomas Buffel mee, en zij slaagden in hun doel: na de voorlaatste speeldag van de reguliere competitie was Cercle gered. Het seizoen daarop werd hij eind november 2021 ontslagen na onvoldoende sportieve resultaten.
In 1987 speelde Yves Vanderhaeghe één officiële match voor Cercle.

### KV Oostende (II)
Op 11 februari 2022 maakte KV Oostende bekend dat Vanderhaeghe een contract heeft getekend als hooftrainer tot het einde van het seizoen. Hij volgde Alexander Blessin op die in de winterstop was vertrokken richting het Italiaanse Genoa CFC. De kustploeg eindigde dat seizoen op de twaalfde plaats in de Belgische competitie. Na 15 speeldagen in het daaropvolgende seizoen werd Vanderhaeghe op 31 oktober ontslagen omdat de ploeg op een degradatieplaats stond nadat het enkel 14 op 45 punten haalde. Dominik Thalhammer volgde hem op.

### Al-Faisaly FC
In het najaar van 2023 beleefde Vanderhaeghe bij de Saudische tweedeklasser Al-Faisaly FC zijn eerste buitenlandse avontuur als hoofdtrainer. Hij tekende er in juni een contract voor een jaar. Na 4,5 maanden en tien speeldagen werd hij ontslagen ondanks verdienstelijke resultaten. De ploeg stond vijfde in de stand van de competitie en had een wedstrijd in de kwartfinales van de landsbeker in het verschiet. Hij werd opgevolgd door de Braziliaan Marcelo Chamusca.

### KV Kortrijk (III)
Op 18 december 2024 ging Vanderhaeghe voor een derde keer aan de slag als hoofdtrainer bij KV Kortrijk, nadat de club Freyr Alexandersson had ontslagen. Amper twee maanden later werd op 19 februari 2025 een einde gemaakt aan deze samenwerking, na het behalen van slechts twee punten in acht competitiewedstrijden.

## Statistieken
| Seizoen | Club                | Land            | Competitie    | Competitie | Competitie | Beker | Beker | Ligabeker | Ligabeker | Supercup | Supercup | Europees | Europees | Totaal | Totaal |
| Seizoen | Club                | Land            | Competitie    | Wed.       | Dlp.       | Wed.  | Dlp.  | Wed.      | Dlp.      | Wed.     | Dlp.     | Wed.     | Dlp.     | Wed.   | Dlp.   |
| ------- | ------------------- | --------------- | ------------- | ---------- | ---------- | ----- | ----- | --------- | --------- | -------- | -------- | -------- | -------- | ------ | ------ |
| 1986/87 | Cercle Brugge       | Vlag van België | Eerste Klasse | 0          | 0          | 0     | 0     | —         | —         | —        | —        | —        | —        | 0      | 0      |
| 1987/88 | Cercle Brugge       | Vlag van België | Eerste Klasse | 1          | 0          | 0     | 0     | —         | —         | —        | —        | —        | —        | 1      | 0      |
| 1988/89 | FC Roeselare        | Vlag van België | Derde Klasse  |            |            |       |       | —         | —         | —        | —        | —        | —        |        |        |
| 1989/90 | FC Roeselare        | Vlag van België | Derde Klasse  | 29         | 1          | 1     | 0     | —         | —         | —        | —        | —        | —        | 30     | 1      |
| 1990/91 | FC Roeselare        | Vlag van België | Vierde Klasse | 29         | 5          |       |       | —         | —         | —        | —        | —        | —        | 29     | 5      |
| 1991/92 | FC Roeselare        | Vlag van België | Derde Klasse  | 29         | 5          |       |       | —         | —         | —        | —        | —        | —        | 29     | 5      |
| 1992/93 | Excelsior Moeskroen | Vlag van België | Tweede Klasse | 28         | 3          | 3     | 1     | —         | —         | —        | —        | —        | —        | 31     | 4      |
| 1993/94 | Excelsior Moeskroen | Vlag van België | Tweede Klasse | 28         | 8          | 3     | 0     | —         | —         | —        | —        | —        | —        | 31     | 8      |
| 1994/95 | Eendracht Aalst     | Vlag van België | Eerste Klasse | 28         | 4          | 3     | 2     | —         | —         | —        | —        | —        | —        | 31     | 6      |
| 1995/96 | Eendracht Aalst     | Vlag van België | Eerste Klasse | 22         | 3          | 2     | 0     | —         | —         | —        | —        | 2        | 0        | 26     | 3      |
| 1996/97 | Eendracht Aalst     | Vlag van België | Eerste Klasse | 31         | 1          | 6     | 1     | —         | —         | —        | —        | —        | —        | 37     | 2      |
| 1997/98 | Eendracht Aalst     | Vlag van België | Eerste Klasse | 13         | 3          | 1     | 1     | 1         | 0         | —        | —        | —        | —        | 15     | 4      |
| 1997/98 | Excelsior Moeskroen | Vlag van België | Eerste Klasse | 18         | 0          | 4     | 0     | 1         | 0         | —        | —        | —        | —        | 23     | 0      |
| 1998/99 | Excelsior Moeskroen | Vlag van België | Eerste Klasse | 31         | 3          | 1     | 0     | 1         | 0         | —        | —        | —        | —        | 33     | 3      |
| 1999/00 | Excelsior Moeskroen | Vlag van België | Eerste Klasse | 32         | 8          | 2     | 0     | 1         | 0         | —        | —        | —        | —        | 35     | 8      |
| 2000/01 | RSC Anderlecht      | Vlag van België | Eerste Klasse | 32         | 3          | 3     | 0     | —         | —         | 1        | 0        | 15       | 0        | 51     | 3      |
| 2001/02 | RSC Anderlecht      | Vlag van België | Eerste Klasse | 32         | 1          | 1     | 0     | —         | —         | 1        | 0        | 10       | 0        | 44     | 1      |
| 2002/03 | RSC Anderlecht      | Vlag van België | Eerste Klasse | 22         | 1          | 4     | 0     | —         | —         | —        | —        | 8        | 0        | 34     | 1      |
| 2003/04 | RSC Anderlecht      | Vlag van België | Eerste Klasse | 6          | 1          | 1     | 0     | —         | —         | —        | —        | 1        | 0        | 8      | 1      |
| 2004/05 | RSC Anderlecht      | Vlag van België | Eerste Klasse | 21         | 4          | 2     | 0     | —         | —         | 1        | 0        | 2        | 0        | 26     | 4      |
| 2005/06 | RSC Anderlecht      | Vlag van België | Eerste Klasse | 27         | 0          | 1     | 0     | —         | —         | —        | —        | 9        | 1        | 37     | 1      |
| 2006/07 | RSC Anderlecht      | Vlag van België | Eerste Klasse | 10         | 0          | 0     | 0     | —         | —         | 1        | 0        | 4        | 0        | 15     | 0      |
| 2006/07 | KSV Roeselare       | Vlag van België | Eerste Klasse | 4          | 0          | 1     | 0     | —         | —         | —        | —        | —        | —        | 5      | 0      |
| 2007/08 | KSV Roeselare       | Vlag van België | Eerste Klasse | 11         | 0          | 2     | 0     | —         | —         | —        | —        | —        | —        | 13     | 0      |
| TOTAAL  | TOTAAL              | TOTAAL          | TOTAAL        | 456        | 54         | 41    | 5     | 4         | 0         | 4        | 0        | 51       | 1        | 556    | 60     |

## Erelijst

### Als speler
| Nationaal                 |    |                  |
| Belgisch kampioen         | 3x | 2001, 2004, 2006 |
| Belgische Supercup        | 3x | 2000, 2001, 2006 |
| Kampioen in Vierde Klasse | 1x | 1991             |

## Trivia
- Yves Vanderhaeghe is goed bevriend met Olivier Deschacht, met wie hij destijds samenspeelde bij Anderlecht. De twee gaan regelmatig samen op vakantie.[21] De twee zijn ook vrienden van oud-tennisser Xavier Malisse.[22]
- Vanderhaeghe voetbalde bij Eendracht Aalst samen met Vincent Mannaert, die later zijn zaakwaarnemer werd.